# جان باتيست كوينتن
جان باتيست كوينتن (بالفرنسية: Jean-Baptiste Quentin)‏ هو ملحن فرنسي، ولد في 1690 في باريس في فرنسا، وتوفي بنفس المكان في 1742.

## وصلات خارجية
- جان باتيست كوينتن على موقع ميوزك برينز (الإنجليزية)
- جان باتيست كوينتن على موقع ديسكوغز (الإنجليزية)